# ボヘミアニズム
ボヘミアニズム（英: Bohemianism）は、自由奔放な生活を追求することを指す。そうした生き方を実践する者をボヘミアン（Bohemian）ないしはボエーム（仏: Bohème）と呼び、そうした人々が多く住むコミュニティーをボヘミア（Bohemia）という。

## 起源
15世紀にフランスに流入していたジプシー（ロマ）が主にボヘミア地方（現在のチェコ）からの民であったため、フランス語でボエミアン(bohémien)という語はボヘミア人からジプシーの意味に変化した。

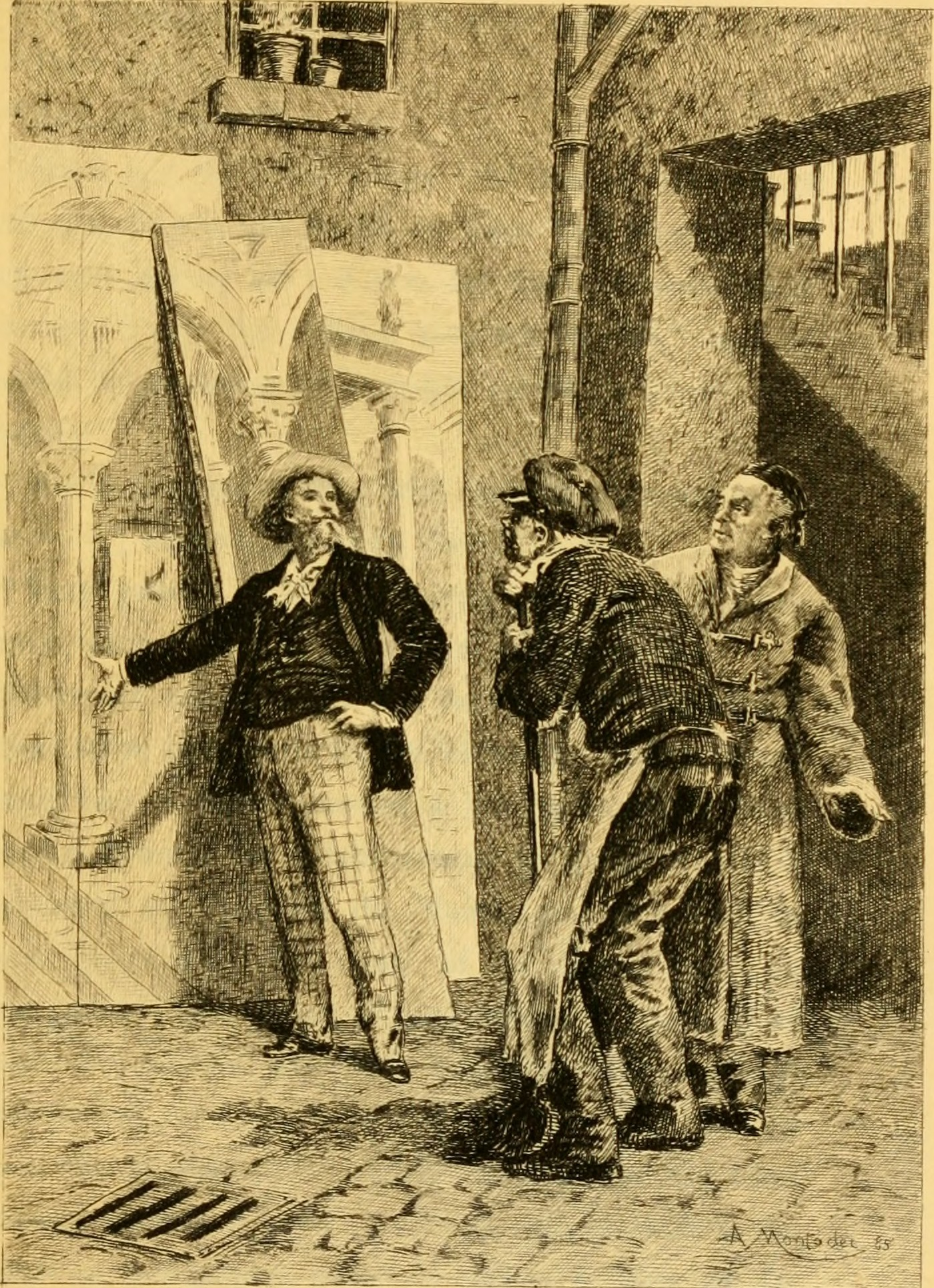
アンリ・ミュルジェールの書籍挿絵

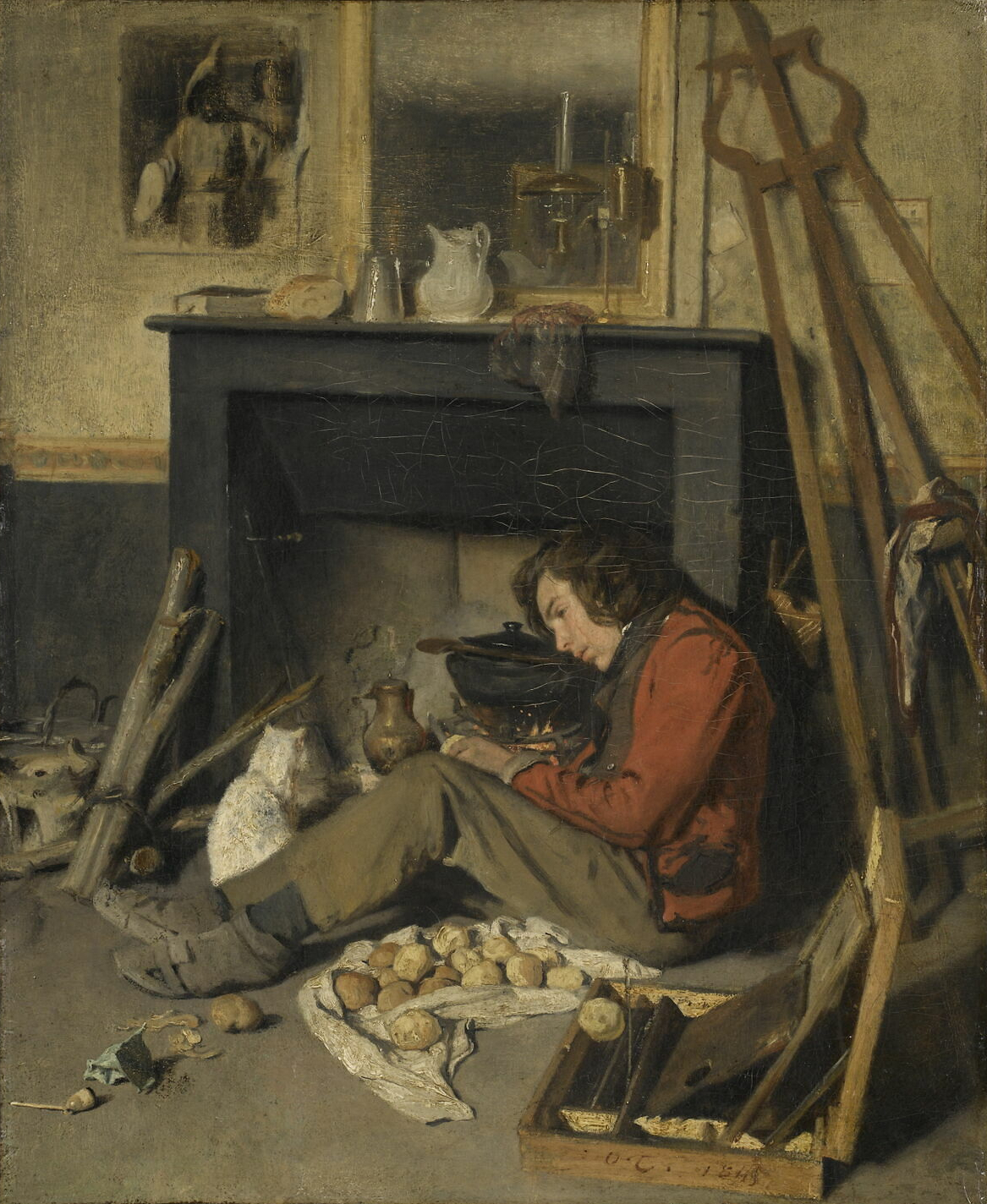
オクターヴ・タサエール『画室の一隅』。ボヘミアン生活の典型が表現されている

19世紀の中ごろ、フランスの小説家アンリ・ミュルジェールが『ボヘミアン生活の情景』 (fr:Scènes de la vie de bohème) の序文で、「ボヘミアン」とは定職を持たない芸術家や作家、または世間に背を向けた者のことであると宣言した。この小説はプッチーニのオペラ『ラ・ボエーム』にもなり、以降ボヘミアンとは伝統的な暮らしや習慣にこだわらない自由奔放な生活をしている芸術家気質の若者を指す言葉となった。そのニュアンスとしては、良い意味では「他人に使われることなく質素に暮らし、高尚な哲学を生活の主体とし、奔放で不可解」という含意、悪い意味では「定職がなく貧しい暮らしで、アルコールやドラッグを生活の主体とし、セックスや身だしなみにだらしない」という含意がある。

## ボヘミア
ある都市の一角にボヘミアンたちが多く居住したことによってコミュニティーが成立し、芸術や文化の発信地となった例が世界各地に多く存在する。このうち、特に「ボヘミア」と呼ばれ世界的に有名なものは、主に以下の通り。

### 過去
- パリ： モンマルトル、モンパルナス
- ロンドン： チェルシー、ベッドフォードパーク、フィッツロヴィア、ソーホー
- ミュンヘン： シュワビング
- ニューヨーク： グリニッジ・ヴィレッジ、ロウアー・イースト・サイド
- サンフランシスコ： ハイト＝アッシュベリー、ノースビーチ、ミッション
- ロサンゼルス： ヴェニスビーチ
- ニューオーリンズ： フレンチクォーター

### 現在
- ニューヨーク： イースト・ヴィレッジ、ウィリアムズバーグ
- ワシントン： デュポンサークル
- モントリオール： マイルエンド
- トロント： クイーンストリートウェスト、ザ ジャンクション、ケンジントンマーケット
- シドニー： ニュータウン
- メルボルン： フィッツロイ
- アデレード：ノース・アデレード（英語版）

なお、アムステルダムやプラハなど、一つの大都市そのものを総体的にボヘミアと呼ぶこともあるが、これは「ボヘミア」という表現の本来の語義にはあたらない。また日本では下北沢や原宿など、いわゆる若者カルチャーの発信地を比喩的にボヘミアと呼ぶこともあるが、これも「ボヘミア」本来の語義にはあたらない。

## ネオ・ボヘミアニズムの興隆と衰退
1960年代のヒッピー カウンターカルチャーは、その後のアメリカにおける「ネオ・ボヘミアニズム」の源泉となった。今日アメリカの多くの大都市にはかつて工場・倉庫・ロフトなどが肩を並べた「ボヘミア」と呼ばれる区域が存在する（ニューヨークのイーストヴィレッジやウィリアムズバーグ、ワシントンのデュポンサークルなど）。また大都市郊外の名門大学を中心に成立した小都市の中にはそれ自体がボヘミアと呼ばれたりボヘミア的雰囲気に満ちているものが多い（サンフランシスコ郊外のバークレー、デンバー郊外のボルダー、デトロイト郊外のアナーバーなど）。
こうしたネオ・ボヘミアン・コミュニティーは、当初はそのボヘミア的雰囲気が魅力となって多くの人々を引きつけたが、外部からの住民の流入が増加するにつれてジェントリフィケーションが起こり、その結果ボヘミアの雰囲気が失われてしまった、または失われつつあるところが少なくない。今日多くの大都市にみられる「ヒップな住宅街」の多くは、こうした「失われたボヘミア」がかつてあったところである。

## 文献情報
- 鈴木将史「ドイツ世紀末ボヘミアンとその文学運動 -JugendstilHeimatkunstとの関連を巡って-」『ノルデン』第25号、ノルデン刊行会、1988年、15-45頁、ISSN 0388-3140、NAID 120000803025。